# Anneke Graner

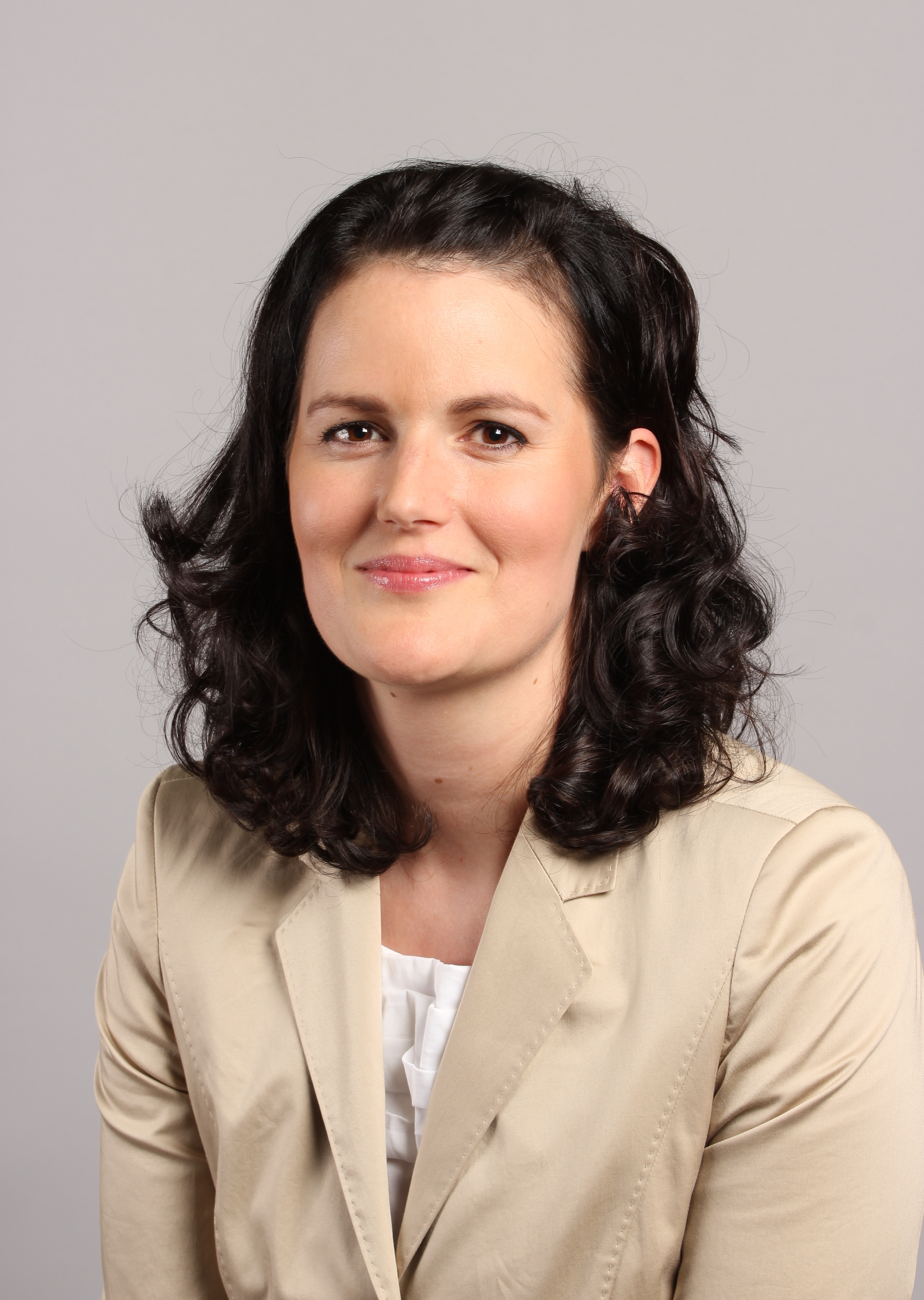
Anneke Graner (2013)

Anneke Graner, geb. Hinse (* 15. Oktober 1979 in Karlsruhe) ist eine deutsche Politikerin der SPD und war vom 16. März 2013 bis 2016 Mitglied des Landtages von Baden-Württemberg.

## Ausbildung und Beruf
Nach dem Abitur am Eichendorff-Gymnasium in Ettlingen studierte Anneke Graner Rechtswissenschaft an der Albert-Ludwigs-Universität Freiburg und der Universität Pierre Mendès-France in Grenoble. Ihr Referendariat absolvierte sie in Offenburg. Seit 2008 arbeitet sie bei der Allianz Versicherung. Ihr Arbeitsverhältnis ruhte für die Dauer ihrer Zugehörigkeit zum Landtag.
Im Moment arbeitet sie als Regierungsdirektorin für Bildung.

## Politische Tätigkeit
Anneke Graner war von 1997 bis 1999 Mitglied des Jugendgemeinderats und Mitglied des Frauenbeirats in Ettlingen. Bei der Landtagswahl in Baden-Württemberg 2011 trat sie im Landtagswahlkreis Ettlingen als Zweitkandidatin an. Der Erstkandidat Frank Mentrup wurde mit 25,1 Prozent der Stimmen mit einem Zweitmandat in den Landtag gewählt. Nachdem Frank Mentrup am 2. Dezember 2012 zum Oberbürgermeister der Stadt Karlsruhe gewählt wurde, legte er sein Landtagsmandat zum 15. März 2013 nieder. Anneke Graner rückte für ihn in den Landtag nach. Bei der Landtagswahl 2016 kandidierte sie als Erstkandidatin im Wahlkreis Ettlingen, erhielt 13,8 Prozent der Stimmen und schied aus dem Landtag aus. Bei der Landtagswahl 2026 kandidiert sie er erneut im Wahlkreis Ettlingen.

## Familie und Privates
Anneke Graner ist verheiratet und hat zwei Kinder.